# منتخب صربيا لكرة القاعدة
منتخب صربيا لكرة القاعدة هو ممثل صربيا الرسمي في المنافسات الدولية في كرة القاعدة
.